# Cyperus pohlii
Cyperus pohlii är en halvgräsart som först beskrevs av Christian Gottfried Daniel Nees von Esenbeck, och fick sitt nu gällande namn av Ernst Gottlieb von Steudel. Cyperus pohlii ingår i släktet papyrusar, och familjen halvgräs.

## Underarter
Arten delas in i följande underarter:
- C. p. bahiensis
- C. p. pohlii